# Maité Allamand
Maité Allamand (29 tháng 10 năm 1911 - 3 tháng 1 năm 1996 ) là một nhà văn và nhà ngoại giao người Chile. Jeanne Dominique Marie Therese Allamand Madaune sinh ra trong một gia đình Pháp có trụ sở tại Chile, bà là một nhân vật có ảnh hưởng trong sự phát triển ban đầu của văn học thiếu nhi ở nước đó. bà là giám đốc của Câu lạc bộ PEN và là thành viên của Hội đồng quốc tế về sách dành cho giới trẻ (IBBY). Bà đã nhận được một số giải thưởng, bao gồm Giải thưởng Thành phố Santiago năm 1962 ở hạng mục truyện ngắn và giải thưởng IBBY CRAV 1969.

## Tiểu sử
Maité Allamand đã trải qua thời thơ ấu ở vùng nông thôn bên bờ sông Maule, sau khi công việc của cha bà chuyển ông đến đó. Môi trường nông thôn này ảnh hưởng đến công việc sau này của cô. Năm 1920, bà đăng ký vào trường Holy Heart College Talca, nơi bà học nói và đọc tiếng Tây Ban Nha.
Sau khi học xong, Allamand làm việc trong quân đoàn đến Bỉ, nhờ thành thạo tiếng Pháp. Bà vẫn ở vị trí này từ năm 1932 đến năm 1940, khi bà kết hôn với bác sĩ và nhà nghiên cứu Luis Hervé.